# Thamnidiella longipes
Thamnidiella longipes là một loài Rêu trong họ Neckeraceae. Loài này được (Sull. & Lesq.) M. Fleisch. miêu tả khoa học đầu tiên năm 1908.